# Sitio de Rometta
El sitio de Rometta fue un exitoso sitio de la ciudad  bizantina de Rometta, en el noreste de Sicilia, por parte de los Kalbids en nombre de la Dinastía Fatimí, que tuvo lugar entre el 963 y el 965 y marcó la conclusión de la conquista musulmana de Sicilia.

## El sitio
El sitio fue dirigido por los dos primos kalbíes al-Hasan ibn Ammar y Ahmad ibn al-Hasan al-Kalbi. En 962, Taormina fue asediada y reducida por Ahmad, donde toda la población fue vendida como esclava y la zona fue colonizada por repobladores musulmanes. Tras el caída de Taormina en 962, los kalbíes se trasladaron al norte, a Rometta. Al año siguiente, Ahmad comenzó el asedio. La ciudad no tardó en enviar un emisario al emperador bizantino, Nicéforo II, solicitando ayuda militar y provisiones. Nikephoros respondió equipando una flota de unos 40.000 hombres, muchos de los cuales eran veteranos del Conquista bizantina de Creta, para combatir en Sicilia. La flota estaba comandada por Niketas Abalantes, mientras que la caballería estaba al mando de Manuel Phokas, sobrino del emperador Nicéforo a través de su hermano, León Focas el Joven. En octubre de 964, el asedio fue reforzado por tropas de Berber dirigidas por el emir de Sicilia, al-Hasan ibn Ali al-Kalbi. El 25 de octubre, los bizantinos y los musulmanes se enfrentaron. Los bizantinos tenían inicialmente el control de la batalla, sin embargo, los musulmanes no tardaron en dirigirlos, matando supuestamente a más de una cuarta parte de la fuerza, incluyendo a Phokas. Los bizantinos supervivientes intentaron huir de vuelta a su flota en Mesina, pero fueron emboscados al partir en la Batalla de los Estrechos y derrotados. Sin refuerzos, Rometta no pudo defenderse de los kalbíes y pronto cayó en mayo de 965.